# Аль Джилюви
Аль Джилюви (Аль Джилуви, Аль Джалуви; араб. آل جلوي‎) — ветвь королевской династии Саудитов, в середине XIX века управлявшая саудовской провинцией Эль-Касим, затем Восточной провинцией в качестве наместников эмира Эр-Рияда, затем короля Саудовской Аравии.
До середины 1980-х годов Аль Джилюви являлись фактически автономными наследственными эмирами Восточной провинции пока король Фахд (1982—2005) не отстранил их от власти, поставив наместником своего сына принца Мухаммада Аль Сауда. Кроме Восточной минтаки, представители рода Аль Джилюви в разное время управляли и управляют до сих пор и другими провинциями Саудовской Аравии (Эль-Касим, Хаиль, Эль-Худуд-эш-Шамалия).

## Происхождение
Родоначальником ветви Аль Джилюви является брат эмира Эр-Рияда Файсала I (1834—1837, 1843—1865) Джилюви ибн Турки Аль Сауд, назначенный в 1849 году эмиром (наместником) всей провинции Эль-Касим с центром в Унайзе. Это назначение было существенным политическим новаторством: до этого времени в провинции не было единого эмира, так как Саудиты всегда назначали или утверждали двух правителей, по одному для каждого из двух главных городов. В мае 1854 года местная знать Унайзы, особенно клан Ааль Замилей, недовольная тем, как Джилюви управлял провинцией (по сообщениям Ч. Доути, он обирал жителей в свою пользу), подняла восстание под руководством Яхьи ас-Салиха. Отряд Яхьи подошел к крепости и изгнал Джилюви ибн Турки без всякого кровопролития.
Потомок Джилюви ибн Турки Абд аль-Азиз ибн Мусаид ибн Джилюви (1885—1977), в мае 1920 года возглавлял трёхтысячное войско, собранное из жителей Арида и бедуинов племени кахтан, посланное Саудитами против северного Асира, где эмир Хасан ибн Али Ааль Аид пытался создать независимый эмират. На подступах к Абхе Абд аль-Азиз ибн Мусаид разбил эмира Хасана и занял территорию вплоть до владений эмира Асира Мухаммада Ааль Идриси. Абд аль-Азиз ибн Мусаид ибн Джилюви занимал должность эмира провинций Эль-Касим (1911—1918) и Хаиль (1921—1970).

## Ибн Джилюви и его потомки
Наиболее известным представителем ветви Аль Джилюви по праву считается Абдаллах ибн Джилюви (известный также как Абдаллах Аль Джилюви или просто 'Ибн Джилюви) (1870—1935), близкий соратник короля Абд аль-Азиза. 15 января 1902 году Абдаллах ибн Джилюви в составе отряда из 40 воинов под предводительством принца Абд аль-Азиза участвовал в дерзком захвате Эр-Рияда, принадлежавшего тогда шаммарцам. Именно Абдаллах Аль Джилюви в самый последний момент убил Аджляна, шаммарского наместника Эр-Рияда, у самых ворот крепости. В мае 1903 года Абдаллах ибн Джилюви осадил шаммарский гарнизон в Тармиде и уже через полмесяца смог захватить этот оазис, жестоко подавив сопротивление. В марте 1904 года Ибн Джилюви под руководством принца Абд аль-Азиза принимал активное участие во взятии Унайзы, занятой войсками Джебель-Шаммара.
После присоединения Эль-Касима (в 1906 году) Абд аль-Азиз назначил Абдаллаха Аль Джилюви эмиром (наместником) этой провинции (1908—1912), где Ибн Джилюви успешно подавил антисаудовский бунт в 1912 году. В 1913 году Ибн Джилюви был назначен эмиром (губернатором) провинции Эль-Хаса (Эль-Ахса) (в дальнейшем переименованной в Восточную минтаку (Эш-Шаркия)) и начал беспощадную расправу с вожаками мятежных шиитов, особенно в городе Эль-Катиф. В заслугу Абдаллаху ибн Джилюви ставят оперативное искоренение грабежей на караванных путях, что оживило торговлю провинции. 
Летом 1927 года был раскрыт заговор с целью убийства Абдаллаха Аль Джилюви в Эль-Хасе. Абдаллах был противником движения ихванов и участвовал в подавлении их мятежа против Абд аль-Азиза аль-Сауда в 1929 году. В том же году Ибн Джилюви решил наказать племя аджман, часть которого являлась ихванами. Во главе карательного отряда Абдаллах поставил своего сына Фахда Аль Джилюви. Фахд заманил шейха аджманов Зайдана ибн Хисляйна на встречу в открытой пустыне и там пленил. В ответ на это аджманы окружили лагерь Фахда. По приказу Фахда шейх Зайдан и пять его спутников были убиты, затем в разразившейся битве был убит сам Фахд. Этот конфликт настроил бедуинов Северо-Восточной Аравии против Абд аль-Азиза, хотя он и не давал указания на преследование племени аджман.
К 30-м годам XX века провинция Эль-Хаса (Эль-Ахса) под управлением Аль Джилюви получила наибольшую автономность в составе Королевства Саудитов. Хотя законодательно Восточная провинция не получала особого статуса, к концу 30-х годов здесь была сформирована собственная административная система с центром в г. Хуфуф (департаменты полиции, финансов, таможни и береговой охраны, а также отделение Управления горнорудных дел), подчинявшаяся Абдаллаху ибн Джилюви. На всех ключевых постах и во главе важнейших оазисов стояли его ближайшие родственники. Подразделения Национальной гвардии обычно изолировались от населения. Также в подчинении у Аль Джилюви, как впрочем и у эмиров других провинций, находилась личная гвардия, которая использовалась им по своему усмотрению. В 1953 и 1956 годах, например, Аль Джилюви использовали для расправы с бастовавшими рабочими Saudi Aramco. 
Абдаллаху Аль Джилюви в 1935 году наследовал его сын Сауд (1901—1967), затем другой его сын Абд аль-Мухсин (1926—1988). В 1985 году король Фахд отстранил Аль Джилюви от должности эмира Восточной провинции, но представители клана до сих пор сохраняют монополию на управление административно-территориальными образованиями, входящими в её состав. Внук Абдаллаха ибн Джилюви, Мухаммад ибн Фахд (ум. 1996), в 1985 году наследовал своему дяде Абд аль-Мухсину ибн Абдаллаху в качестве губернатора округа Эль-Ахса — важнейшего округа Восточной провинции. Ему, в свою очередь, наследовал другой внук Абдаллаха ибн Джилюви — Бадр ибн Мухаммад ибн Абдаллах (правит с 1997 до сих пор).

## Сыновья саудовских королей от принцесс Аль Джилюви
В современной Саудовской Аравии именем Аль Джилюви называют также группировку принцев в составе династии Саудитов, являющихся сыновьями королей от их жён из рода Аль Джилюви. К ним относятся:
- Наследный принц Мухаммед ибн Абдул-Азиз (1910—1988) и король Халид — сыновья короля Абд аль-Азиза от его четвёртой жены аль-Джаухар бинт Мусаид Аль Джилюви,
- принцы Файсал, Халид, Сауд, Султан, Абд ар-Рахман — сыновья короля Фахда от его первой жены аль-Ануд бинт Абдул-Азиз бин Мусаид Аль Джилюви,
- принцы Сауд (р. 1956), специальный советник наследного принца (с 2011), и Мухаммад (р. 1959), наследный принц (с 2015) — сыновья наследного принца Наифа от его жены аль-Джаухар бинт Абд аль-Азиз бин Мусаид Аль Джилюви.